# Led Zeppelin Boxed Set 2
Boxed Set 2 — двойной альбом, изданный Atlantic Records 21 сентября 1993 года. Включает ту часть песен британской рок-группы Led Zeppelin, которые не вошли в предыдущий бокс-сет, а также трек «Baby Come on Home», который ранее не выдавался.
Альбом сопровождается вводной частью от Дэвида Фрике (старший редактор журнала Rolling Stone). В чарте Billboard Pop Albums занял 87 место. В каталогах значится как Atlantic 7567832682.

## Список композиций

### Диск 1
1. «Good Times Bad Times»
2. «We're Gonna Groove»
3. «Night Flight»
4. «That's the Way»
5. «Baby Come on Home» (не был ни в одном альбоме)
6. «The Lemon Song»
7. «You Shook Me»
8. «Boogie with Stu»
9. «Bron-Yr-Aur»
10. «Down by the Seaside»
11. «Out on the Tiles»
12. «Black Mountain Side»
13. «Moby Dick»
14. «Sick Again»
15. «Hot Dog»
16. «Carouselambra»

### Диск 2
1. «South Bound Saurez»
2. «Walter's Walk»
3. «Darlene»
4. «Black Country Woman»
5. «How Many More Times»
6. «The Rover»
7. «Four Sticks»
8. «Hats Off to (Roy) Harper»
9. «I Can't Quit You Baby»
10. «Hots on for Nowhere»
11. «Living Loving Maid (She's Just a Woman)»
12. «Royal Orleans»
13. «Bonzo's Montreux»
14. «The Crunge»
15. «Bring It On Home»
16. «Tea for One»

## Позиции в чартах
| Чарт (1993)                           | Место |
| ------------------------------------- | ----- |
| US Billboard 200                      | 87    |
| UK Albums Chart                       | 56    |
| Japanese Albums Chart                 | 45    |
| Canadian RPM Top 100 Chart            | 67    |
| New Zealand RIANZ Top 50 Albums Chart | 48    |

## Участники записи
- Джимми Пейдж — электрическая гитара, акустическая гитара, мастеринг, продюсер
- Роберт Плант  — вокал, губная гармоника
- Джон Пол Джонс  — клавишные, бас-гитара, бэк-вокал
- Джон Бонами  — барабаны и перкуссия